# Innergex
 (novembre 2016).
Innergex énergie renouvelable (TSX : INE) est une entreprise québécoise active depuis 1990 dans le développement de la production électrique provenant de sources renouvelables, soit l'hydroélectricité, l'éolien et l'énergie solaire. Elle exploite des installations au Québec, en Ontario, en Colombie-Britannique, aux États-Unis, en Islande ainsi qu'en France.
Innergex exploite 38 petites centrales hydroélectriques au fil de l'eau, leur puissance installée brute totalise 1 190,4 MW.
Innergex est également active depuis 1999 dans le domaine de l'énergie éolienne. Elle détient maintenant 100 % dans "Cartier énergie éolienne", une entreprise initialement formée en partenariat avec TransCanada Energy. Cartier énergie éolienne a construit cinq parcs éoliens en Gaspésie, au Québec : L'Anse-à-Valleau, Baie-des-Sables, Carleton-sur-Mer, Gros-Morne (I et II) et Montagne Sèche. Ces centrales cumulent une puissance installée de 589,5 MW, et l'ensemble de leur production est vendue à Hydro-Québec.
Innergex détient cinq centrales solaires photovoltaïque. Acquise au fil des années, elle totalisent une puissance brut installée de 402,7 MW.
Innergex détenait également une participation dans Innergex Énergie, Fonds de revenu, qui avait pour mission de posséder et d'exploiter les installations pour produire de l'électricité de façon rentable et responsable. Le Fonds vendait à long terme l'ensemble de sa production aux distributeurs locaux d'électricité. En 2010, les deux entités ont été regroupées. Le 6 février 2020, le producteur et distributeur d'électricité Hydro-Québec, est entrée au capital d'Innergex par le biais d'un placement privé de 661 millions $, ce qui lui confère 19,9% des actions de l'entreprise. Dans le cadre de cette entente, la société d'État s'engage également à investir une somme supplémentaire de 500 millions $ dans des projets conjoints,

## Principaux actionnaires
Au 29 février 2020:
| Province de Québec                     | 24,8% |
| 1832 Asset Management                  | 12,2% |
| Caisse de dépôt et placement du Québec | 9,31% |
| Ross J. Beaty                          | 6,64% |
| CI Investments                         | 6,14% |
| The Vanguard Group                     | 2,59% |
| BlackRock Fund Advisors                | 1,56% |
| Dimensional Fund Advisors              | 1,21% |
| Norges Bank Investment Management      | 1,16% |
| Canada Pension Plan Investment Board   | 1,14% |

En février 2025, Innergex conclut une entente en vue d’être acquise par la CDPQ moyennant 13,75 $ par action pour la totalité des actions ordinaires.

## Centrales[10]
| Nom               | Mise en service | Puissance installée (MW) | Participation d'Innergex (%) | Client                  | Expiration |
| ----------------- | --------------- | ------------------------ | ---------------------------- | ----------------------- | ---------- |
| Ashlu Creek       | 2009            | 49,9                     | 100                          | BC Hydro                | 2039       |
| Batawa            | 1999            | 5                        | 100                          | Ontario Power Authority | 2029       |
| Brown Lake        | 2012            | 7,2                      | 100                          | BC Hydro                | 2016       |
| Chaudière         | 1999            | 24                       | 100                          | Hydro-Québec            | 2019       |
| Douglas Creek     | 2011            | 27                       | 50                           | BC Hydro                | 2049       |
| Fire Creek        | 2011            | 23                       | 50                           | BC Hydro                | 2049       |
| Fitzsimmons Creek | 2010            | 7,5                      | 66,7                         | BC Hydro                | 2050       |
| Glen Miller       | 2005            | 8                        | 100                          | Ontario Power Authority | 2025       |
| Horseshoe Bend    | 2003            | 9,5                      | 100                          | Idaho Power             | 2030       |
| Lamont Creek      | 2011            | 27                       | 50                           | BC Hydro                | 2049       |
| Miller Creek      | 2012            | 33                       | 100                          | BC Hydro                | 2023       |
| Montmagny         | 2000            | 2,1                      | 100                          | Hydro-Québec            | 2021       |
| Portneuf 1-2-3    | 1996            | 25,9                     | 100                          | Hydro-Québec            | 2021       |
| Rutherford Creek  | 2005            | 49,9                     | 100                          | BC Hydro                | 2024       |
| Saint-Paulin      | 1994            | 8                        | 100                          | Hydro-Québec            | 2014       |
| Stokke Creek      | 2011            | 22                       | 50                           | BC Hydro                | 2049       |
| Tipella Creek     | 2011            | 18                       | 50                           | BC Hydro                | 2049       |
| Umbata Falls      | 2008            | 23                       | 49                           | Ontario Power Authority | 2028       |
| Upper Stave River | 2011            | 33                       | 50                           | BC Hydro                | 2049       |
| Windsor           | 2004            | 5,5                      | 100                          | Hydro-Québec            | 2016       |

| Nom              | Mise en service | Puissance installée (MW) | Participation d'Innergex (%) | Client       | Expiration |
| ---------------- | --------------- | ------------------------ | ---------------------------- | ------------ | ---------- |
| Baie-des-Sables  | 2006            | 109,5                    | 38                           | Hydro-Québec | 2026       |
| Carleton         | 2008            | 109,5                    | 38                           | Hydro-Québec | 2028       |
| Gros-Morne       | 2011            | 211,5                    | 38                           | Hydro-Québec | 2032       |
| L'Anse-à-Valleau | 2007            | 100,5                    | 38                           | Hydro-Québec | 2027       |
| Montagne Sèche   | 2011            | 58,5                     | 38                           | Hydro-Québec | 2031       |

| Nom            | Mise en service | Puissance installée (MW) | Participation d'Innergex (%) | Client                     | Expiration |
| -------------- | --------------- | ------------------------ | ---------------------------- | -------------------------- | ---------- |
| Stardale       | 2012            | 33,2                     | 100                          | Ontario Power Authority    | 2032       |
| Phoebe (Texas) | 2019            | 315                      | 100                          | Shell Energy North America | 2031       |